# Puccinellia koeieana
Puccinellia koeieana là một loài thực vật có hoa trong họ Hòa thảo. Loài này được Melderis miêu tả khoa học đầu tiên năm 1965.